# Paramore's Videos. All of Them. Ever.
Paramore's Videos. All of Them. Ever. è un DVD della band statunitense Paramore, pubblicato l'11 maggio 2010. Contiene tutti i video musicali dei singoli della band sino a The Only Exception, escluso quello di Hallelujah.

## Tracce
1. The Only Exception – 4:27
2. Brick by Boring Brick – 4:22
3. Ignorance – 3:39
4. Decode – 4:11
5. That's What You Get – 3:39
6. Crushcrushcrush – 3:09
7. Misery Business – 3:19
8. Emergency – 3:58
9. Pressure – 3:06
10. All We Know – 3:14